# 嶗山

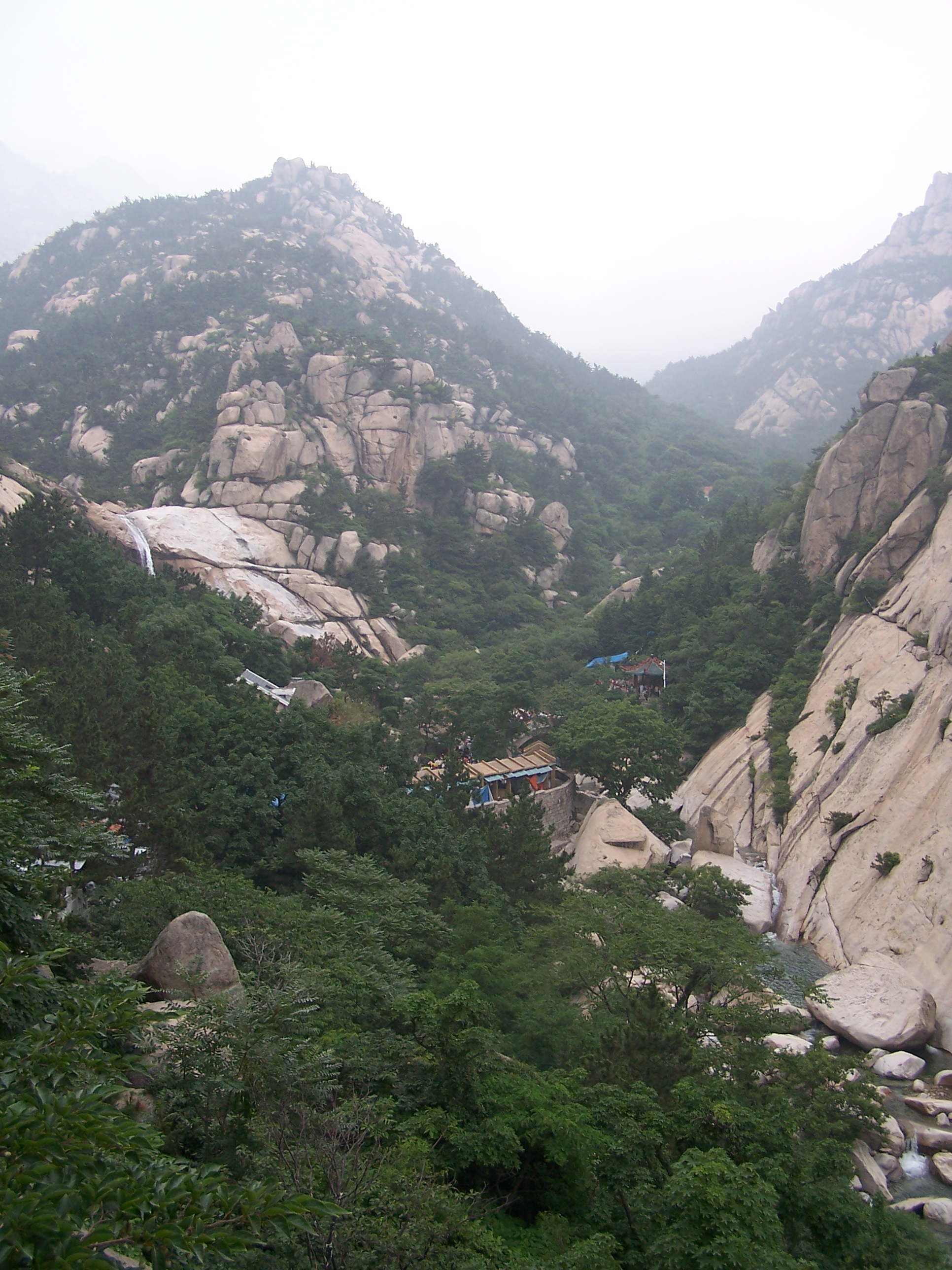
嶗山（ろうざん、ラオシャン）

嶗山（ろうざん、中国語: 崂山＝ラオシャン、英語: Mount Lao）は、中国山東省青島市嶗山区にある山々で、黄海にも面している。最高峰は巨峰で海抜は1,132 mである。中華人民共和国国家級風景名勝区（1982年認定）、中国の5A級観光地（2011年認定）。 
古来、道教に関連した名所・旧跡が多い。

## 参照項目
- 嶗山区
- 嶗山ビール